# Ваньково (Островский район)
Ваньково — деревня в Бережанской волости Островского района Псковской области.
Расположена у левого прибрежья реки Лжа, в 22 км к юго-западу от центра города Остров и в 2 км к востоку от деревни Дубки.
Постоянное население по состоянию на 2000 год в деревне отсутствовало.
До 3 июня 2010 года деревня входила в состав ныне упразднённой Рубиловской волости с центром в д. Дубки.